# Biggles a výbuch v Marapangu
Biggles a výbuch v Marapangu (v originále Biggles takes the case) je dobrodružná povídková kniha o pilotovi jménem Biggles od autora W. E. Johnse z roku 1957. V Česku vyšla v roce 2000, kdy ji vydalo nakladatelství Riopress Praha jako svoji 153. publikaci.

## Děj
Letecký detektiv James Biglesworth (přezdívaný "Biggles") řeší společně se svými parťáky zapeklité případy. V knize se vyskytuje celkem devět povídek, z nichž ta poslední pochází z období druhé světové války.

### Vzdušná loupež
Agra Khanovi, synovi bývalého radži z Malliapore byly ukradeny drahocenné šperky. Jeho otec těsně před smrtí nechal šperky poslat leteckou společností z Indie do Anglie, avšak letadlo záhadně zmizelo a veškerá pátrání byla neúspěšná. Majitelé zmizelého letadla (jednalo se o "Lancaster") byli identifikováni jako Mallings a bývalý poručík letectva Eustace Braunton, který si nechal změnit jméno na Humphrey Kelly. Svoji základnu měli v Kalkatě. Po přistání Bigglesovi party společně ještě s Agrou v Kalkatě se Biggles zeptal na podrobnosti místního pracovníka Crana. Ten jim udal dle svědectví lidí směr, jakým letadlo během zmizení letělo, a Biggles si povšiml, že mířilo na bývalé vojenské letiště Browshera. Po přistání na onom letišti je nepříliš přátelsky přivítal sám Braunton společně se svým personálem. Biggles se společně s Gingrem a Agrou vydali v nestřežené chvíli na průzkum, mezitím co Algy s Bertiem odlétli zpět do Kalkaty. Během průzkumu v noci uviděli v hangáru schovaného Lancastera, u něhož se opravoval podvozek, a později zahlédli dva muže, jak u džungle zahrabávají velkou bednu, ve které byli schovány šperky. Druhý den úspěšně zatkli všechny členy této loupeže.
V této povídce Biggles říká, že neumí hindsky, ale v knize Biggles v Indii se ukáže, že hindsky mluví již od dětství.

### Případ neznámého letadla
Ve svahu Ben Macdui v pohoří Cairngorms havarovalo neznámé letadlo. Pilot byl mrtev a v troskách letadla byl nalezen Uran. Biggles nechal zprávu o havárii letadla kolovat do novin a společně s Gingrem a Bertiem čekali, zda se k vraku někdo nevydá. Během jedné noci se u vraku zjevil muž jménem Lowenski, který se jim po nachytání přiznal, že je řízen agenty z Polska. Měl za úkol po nepovedeném letu jeho kolegy zásilku dovést k mokřině u Nethy, kde měla být později vyzvednuta letadlem. Bigglesova parta společně s Lowenskim si počkala na přílet letadla, avšak jeho posádka po spatření situace rozpoutala přestřelku. Muž, který měl uran převzít, spadl pod vrtuli letadla, zatímco pilotovi se podařilo se strojem rychle utéct. S poškozenou vrtulí se mu ale vzlet nepovedl a při havárii do nejbližšího svahu zemřel. Lowenski, jenž byl agenty vydírán, vyšel z případu beztrestně a jeho rodičům bylo následně po politickém vyjednávání dovoleno emigrovat.

### Renegát
Brit jménem Langley Vandor, který už od dětství byl samý problém, převzal po svém otci plantáže v Malajsii konkrétně v Marapangu. Zde si podle dostupných informací zřídil tajnou zásobárnu zbraní a munice, díky čemuž poté vyvolával v oblasti velké nepokoje. Díky nákresům od syna Číňana Wonga, kterému se podařilo z oblasti uprchnout, byl Biggles připraven provést akci, během které měl zničit sklady s municí. Po týdnu ho potají Ginger samotného vysadil u vodní nádrže v oblasti. Po prohlídce území si všiml příjezdu nákladních vozů a z jednoho z nich byl vytažen mladý vojín, kterého později začal Vandor vyslýchat. Biggles však využil momentu překvapení a vězně vysvobodil. Při jejich úprku Biggles díky svým náložím vyhodil do povětří sklad munice a zničil i jeden z náklaďáků. Vojín jménem MacDonald později zastřelil šokovaného Vandora a druhý den za rozbřesku u nádrže je oba odvezl Ginger.

### Biggles chystá past
Biggles dostal za úkol ochránit cenné perly jednoho rádži z Rantipany, na které si dělá zálusk gang zlodějů. Vymyslel proto plán, že "ukradnou" perly přímo před gangem, který by je měl potom bedlivě sledovat. Jak se naplánovalo, tak se taky stalo a při úprku s policejním Mosquitem je sledovalo červené letadlo typu Volting. Po přistání ve francouzském letišti Margon, je gang tvořený třemi muži dostihl a vyžadoval od nich perly. Biggles však perly u sebe neměl, neboť byly před tím přemístěny do jiné škatulky. Gang byl po tomto pro ně šokujícím zjištění úspěšně zatčen.

### Africké poslání
V africké domorodé rezervace Uben se ztratil skotský obchodník jménem Angus Soutar. Jeho syn jménem Tommy cestoval s ním, avšak po zmizení jeho otce a zničení jejich tažného vozu byl donucen k pěší cestě pouští, kde byl později zachráněn v Jubě. Podle jeho slov je už od začátku místní domorodci nevítali s otevřenou náručí, a také v oblasti zahlédli nízko letící letadlo. Biggles si vzpomněl, že v dané oblasti natáčejí své cestopisné dokumenty o přírodě manželé Steinerovi, kteří ale nepodali novou žádost o natáčení v dané oblasti. Biggles však tušil, že nízko letící letadlo bylo jejich a pomyslel si, zda jejich tajný přílet do Afriky nesouvisí s dolem na diamanty, který se tam nacházel. Po přistání v Jubě naložili Tommyho, který jim ukázal místo výskytu jeho poškozeného povozu. Tommy jim vyprávěl, jak s jeho otcem jeden domorodec směnil plechovou krabičku od cigaret za tabák. Po otevření krabičky v ní nalezli nebroušené diamanty a Bigglsovi už bylo všechno jasné. Ginger odlétl do Egypta informovat Raymonda, zatímco Biggles s Tommym zůstali na místě. Během jejich čekání zpozorovali Steinerovic letadlo a Biggles se ho sám rozhodl sledovat, zatímco Tommy měl počkat na Gingerův přílet. Po přistání u jejich tábora je Biggles druhý den přepadl a po vysvětlení celé situace na něj paní Steinerová namířila zbraní. Po delší napjaté chvilce z ní vystřelila, trefila ale jen náčelníka domorodců, který se chystal zaútočit na Bigglese. Šokovaná svým činem pak už ani nekladla odpor, když byla společně se svým manželem zatčena. Tommy se šťastně shledal se svým otcem, který byl po celou tu dobu svého zmizení vězněn domorodci.

### A to všechno v jednom pracovním dnu
Během zkušebního letu dostal Biggles s Gingerem rozkaz sledovat letadlo typu Auster, v němž seděl pilot jménem Wolf, který ukradl důležité dokumenty. Sledovali ho až na francouzské letiště Bron odkud byly dokumenty předány do rukou muže s baretem a Ginger potají společně s ním nastoupil do dopravního letadla. Po přistání na marseillském letišti v Marignane muž s baretem chtěl odjet pryč taxíkem. Ginger mu však včas dokumenty ukradl a poté sám společně s Bigglesem, který mezitím na letišti přistával, se vrátil zpět.

### Případ utajované nosné plochy letadla
Zkušební pilot poručík Brand se zabil při testovacím letu, kdy byl zkoušen nový typ nosné plochy. Podle všeho Brand nezvládl nouzové přistání a havaroval do lesa. Příčina smrti ale ukazovala na zranění v oblasti temene hlavy, a tak bylo Bigglesovi jasné, že to byla vražda a pokus o zamaskování, což si později sám potvrdil. Těsně před smrtí Brand zmiňoval slovo Peršan, což bylo jejich jediným vodítkem k vrahovi. Od náčelníka výzkumného ústavu, kde Brand pracoval, plukovníka Kidbyho se dozvěděli, že byl zasnouben s půvabnou Stornou Buchnerovou, která bydlela se svým bratrem nedaleko odtud. Biggles společně s Gingrem a policejním inspektorem Gaskinem se rozhodli ji navštívit. U jejich domu našli stopy kol letadla a později u domu zahlédli i kočku. Biggles rázem pochopil, že Brand svými slovy Peršan myslel druh kočky "Modrý Peršan". Po chvilce se otevřeli dveře a z domu vyšla Storna z balíčkem v ruce. Gaskin jí ho vytrhl z ruky a po jeho otevření v něm nalezli mikrofilmy oné nosné plochy. V krátkosti vyšlo najevo, že Storna a její bratr jsou ve skutečnosti manželé, kteří měli za úkol získávat informace z výzkumného ústavu. Buchnerová svým půvabem obalamutila Branda, o jehož smrt se později postaral její bratr. Oba dva byli odsouzeni na mnoho let do vězení.

### Případ záhadných výstřelů
V Jižním Súdánu došlo k útoku na domorodce, na které během jejich lovu začalo znenadání střílet neznámé letadlo. Biggles, ale správně usoudil, že pilot letadla nestřílel na domorodce, ale na stáda slonů, kteří se v té oblasti hojně vyskytují a tudíž se jedná o pytlácký gang. Podle dostupných informací v oblasti Suddu zmizeli dva stroje. Dopravní Nestorian, jehož vrak byl později nalezen a Storch, který naopak nalezen nebyl. Pilotovali ho dva němečtí piloti Brund a Heckel, kteří zde prováděli zkušební let. V letecké základně v Chartumu, odkud piloti naposledy vzlétli, je místní velící důstojník navedl na místo havárie Nestorianu. U jeho vraku nalezli viditelnou rozježděnou stopu a nikdo z nich nepochyboval, že se jedná o tajnou vzletovou dráhu. Z vraku letadla byly ukradeny přístroje a téměř všechen benzín. Následně uviděli, že jsou od vraku vyšlapané stezky a rozhodli se je proto z letadla sledovat. Dovedlo je to do jakési rokle, uvnitř které při pěším průzkumu nalezli zcela neporušeného Storcha. Vedle něj navíc ležela hromada sloních klů. Potají z letadla vypustili benzín a vydali se po stezce, až došli ke stanu. Zastihli u něho tři muže, z nichž jeden se jim představil jako obchodník se sloními kly, který dostal zakázku od Brunda a Heckela. Ti se po zjištění Bigglesovi profese rozhodli k rychlému útěku, při kterém pronikli do letadla a vzlétli. Benzín jim však velmi brzy došel a oba pytláci po havárii zemřeli.

### Zajíc a želva (příběh z války)
Velitel eskadry Bigglesworth dostal do své péče nováčka jménem Daby. Bigglesův kolega ze 187. eskadry jménem Wilkinson však také dostal jednoho nováčka jménem Taggart a Wilks s Bigglesem hned uzavřel sázku, čí nováček sestřelí za měsíc více německých letadel. Biggles dbal u Dabyho větší ohled na výcvik, zatímco Wilks se nebál Taggarta hned nasadit, díky čemuž si proti Dabymu hned vytvořil střelecký náskok. Při své první akci nad Kanálem byl Dabyho stroj zasažen flakem a musel se rychle vrátit, aniž by začal svůj první souboj. Taggartovi se dařilo o poznání více a po dosažení třech sestřelů pobídl Dabyho, zda by si s ním nešel zastřílet. Daby, který se neustále zlepšoval výcvikem, nabídku přijmul a bez Bigglesova svolení s Taggartem odlétl. Rozčilený Biggles se s Algym vydal hned za ním a při zahlédnutí vzdušného souboje s Messerschmitty jen smutně přihlížel, jak Spitfire v plamenech padá do moře. Po návratu na základnu během půlnoci nalezl překvapený Biggles Dabyho hrajícího na klavír. Daby mu vysvětlil, že hořící Spitfire patřil Taggartovi, a že naopak on sám úspěšně sestřelil tři Messerschmitty. Biggles tedy nakonec sázku vyhrál.

## Postavy
- James "Biggles" Bigglesworth
- Algernon "Algy" Lacey
- Ginger Hebblethwaite
- Bertram "Bertie" Lissie
- inspektor Gaskin
- generál Raymond

### 1. povídka
- Agra Khan
- Eustace Braunton – Humphrey Kelly
- Mallings
- Crane
- brousič šperků Shrenk

### 2. povídka
- Lowenski
- pilot a jeho společník

### 3. povídka
- Langley Vandor
- syn Wonga Longa
- Alan MacDonald

### 4. povídka
- francouzský policejní inspektor
- tři gangstři

### 5. povídka
- kapitán Callinghan
- Angus Soutar
- Tommy Soutar
- Hilda a Karel Steinerovi

### 6. povídka
- Lester Wolfe
- muž s baretem

### 7. povídka
- poručík Brand
- plukovník Kidby
- Storna a její manžel Buchnerovi

### 8. povídka
- Brund a Heckel
- velící důstojník posádky R.A.F.
- Loezer – obchodník

### 9. povídka
- mechanik seržant Smith
- Daby
- Wilkinson "Wilks"
- Taggart
- seržant Tyler

## Letadla
- Vickers Wellington
- Avro Lancaster
- Percival Proctor
- D.H.60 Gipsy Moth
- hydroplán Skud
- De Havilland Mosquito
- Volting
- De Havilland Tiger Moth
- Saro Lerwick
- Cornell
- British Taylorcraft Auster
- dopravní letoun Bellatrix
- Crane
- Nestorian
- Fieseler Fi 156 Storch
- Hawker Hurricane
- Supermarine Spitfire
- Messerschmitt Bf 109